# Paul Buffet-Beauregard
Paul Buffet-Beauregard (Publy, 6 avril 1914 - Strasbourg, 12 août 1990) est un résistant français, Compagnon de la Libération. Ingénieur spécialisé en électronique et en systèmes de transmissions, il utilise ses compétences pendant la Seconde Guerre mondiale au profit de la résistance en organisant ses systèmes de transmissions et d'écoutes dans la région lyonnaise. Il est, après le conflit, fondateur et dirigeant de plusieurs sociétés d'électronique.

## Biographie

### Jeunesse et engagement
Enfant d'exploitants forestiers, Paul Buffet naît le 6 avril 1914 à Publy dans le Jura. Il fait ses études à Supélec d'où il sort diplômé. En 1932, il s'engage dans l'armée pour cinq ans au profit de la DCA puis entre en 1939 au centre de renseignement de la 14e région militaire à Lyon.

### Seconde Guerre mondiale
En juin 1940, il se trouve à Port-Vendres, dans les Pyrénées-Orientales, lorsqu'il entend l'appel du général de Gaulle. Décidant de poursuivre la lutte, il tente d'embarquer pour Londres mais est stoppé par les autorités. Il entre en résistance en janvier 1941 en intégrant le réseau France d'abord à Lyon. Spécialisé dans les transmissions, il parvient à intercepter d'importantes communications allemandes. Les renseignements qu'il fournit aux alliés permettent à la Royal Air Force de bombarder Turin et Milan le 21 février 1941. Utilisant le pseudonyme de Jacques Beauregard, il s'engage dans les forces françaises libres le 1er octobre 1942 et devient chef national technique des transmissions clandestines en France occupée. Manquant de moyens, il réussit cependant à équiper en matériel de transmission d'importants maquis, notamment le maquis du Vercors.
Responsable de la création d'un service de postes et de télécommunications dans la région lyonnaise, il met en place un important réseau d'écoute clandestines des transmissions allemandes et parvient notamment à pirater la liaison entre la prison Montluc et l'école de santé militaire. Il organise également des sabotages sur des points névralgiques du système de communication des allemands, ce qui permettra plus tard de paralyser les communications entre Paris et Marseille au moment du débarquement de Provence en août 1944. Soucieux du bien-être des hommes, il organise également un système médical pour les personnels travaillant avec lui à Lyon ainsi qu'un service de santé équipé d'une quarantaine de médecins et chirurgiens pour le maquis du Vercors. Personnalité importante de la résistance lyonnaise, il participe aux actions organisées pour tenter de délivrer Jean Moulin en juin 1943. Traqué par la Gestapo, il est blessé par balle et arrêté le 22 juillet 1943. Enfermé à la prison Montluc où il est torturé et condamnée à mort, il n'en poursuit pas moins son action à l'intérieur même de la prison, créant un service d'information et aidant plusieurs camarades à s'évader.
Le 11 septembre 1943, il persuade des inspecteurs de la Gestapo que d'importants documents concernant la résistance sont cachés à son domicile. Les agents l'escortent donc jusque chez lui dans l'espoir de mettre la main sur les documents sans se douter qu'il s'agit d'une tentative d'évasion organisée par Beauregard. En effet son adjoint Antoine Duchêne, par l'intermédiaire du système d'écoutes clandestines, l'attend à son domicile et détourne l'attention des hommes de la police allemande. Jacques Beauregard parvient donc à s'échapper mais Antoine Duchêne est abattu. Dès son retour, il remet sur pied les ateliers clandestins de fabrication d'émetteurs-récepteurs qu'il avait mis en place avant son arrestation. En février 1944, il tente de partir pour Londres via l'Espagne mais il est arrêté à la frontière et interné au camp de Miranda. Fidèle à lui-même, il ne reste pas inactif pendant sa détention et parvient à s'infiltrer dans l'organisation du camp et à faire parvenir aux services de renseignement français de précieuses informations. Devenu chef de mission à la DGSS après sa sortie du camp, Jacques Beauregard est de retour en France en septembre 1944 et est nommé directeur des transmissions du ministère de l'intérieur avec pour mission de réorganiser le système de communication gouvernemental. Il termine la guerre avec le grade, par équivalence, de lieutenant-colonel.

### Après-guerre
Sorti de la clandestinité, il reprend son nom de naissance auquel il adjoint son nom de résistance, devenant ainsi Paul Buffet-Beauregard. Fort de ses études à Supélec et de son expérience de guerre, il crée en 1945 la société "Électronique Appliquée" (ELA) à la tête de laquelle il participe à l'équipement des centres d'études nucléaires français en matériel de mesure et de contrôle. Il crée également un succursale en Argentine, baptisée "Electronica Applicada" et se spécialise en détection sous-marine et en téléphonie. Administrateur de nombreuses sociétés, il est PDG de la société "Céramique Ferro-Électrique". Comme pendant la guerre, il œuvre parallèlement pour la santé humaine et est nommé en 1976 Doctorat honoris causa de la faculté de Córdoba pour ses travaux sur le traitement de la maladie de Chagas. Il étend également les activités de la société ELA en fondant à Bucarest une société mixte franco-roumaine : "ELAROM".
Paul Buffet-Beauregard meurt le 12 août 1990 à Strasbourg. Il est inhumé à Soucia dans son Jura natal.

## Décorations
|  |  |  |  |  |  |
|  |  |  |  |  |  |
|  |  |  |  |  |  |

| Commandeur de la Légion d'honneur     | Commandeur de la Légion d'honneur     | Compagnon de la Libération                       | Compagnon de la Libération                       | Commandeur de l'Ordre national du Mérite | Commandeur de l'Ordre national du Mérite |
| Croix de guerre 1939-1945 Avec palmes | Croix de guerre 1939-1945 Avec palmes | Médaille de la Résistance française Avec rosette | Médaille de la Résistance française Avec rosette | Médaille des blessés de guerre           | Médaille des blessés de guerre           |
| Médaille des évadés                   |                                       |                                                  |                                                  |                                          |                                          |